# シアヌル酸クロリド
シアヌル酸クロリド（シアヌルさんクロリド、英: Cyanuric chloride）は、化学式(NCCl)3で表される複素環式化合物の一種で、塩化シアヌルとも呼ばれる。1,3,5-トリアジンが塩素化された構造で、塩化シアンの三量体ともみなされる。除草剤の合成原料などとして使用される。

## 製造
シアン化水素から塩化シアンを経て、高温の炭素触媒の存在下で三量化する2段階の合成法で製造される。
{\displaystyle {\ce {HCN\ + Cl2 -> ClCN\ + HCl}}}

2005年には20万トンが製造された。

## 用途
シアヌル酸クロリドの70%が、アトラジンなどのトリアジン系農薬の製造に使用されていると推定される。
{\displaystyle {\ce {(ClCN)3\ + 2 RNH2 -> (RNHCN)(ClCN)2\ + RNH3^+Cl^-}}}
他のトリアジン系除草剤のシマジン、アニラジン、シロマジンなども、同様の方法で作られる。また、ビス(トリアジニルアミノ)スチルベンジスルホン酸誘導体をはじめとする、合成洗剤や製紙工程で使用される蛍光染料や架橋剤の前駆体ともなる。多くの反応染料はトリアジン環を有し、塩素の置換反応により製造される。

## 有機合成
特殊な用途として、有機合成化学においてアルコールを塩化アルキルに、またカルボン酸をアシル塩化物に変換するための試薬として使用される。
脱水剤や、カルボン酸をアルコールに還元する用途もある。ジメチルホルムアミドとともに加熱すると、ゴールド試薬（ Me2NCH=NCH=NMe2+Cl− ）を生じる。これは、アミノアルキル化剤の原料や複素環式化合物の前駆体となる。
塩素は容易にアミンに置換され、メラミンの誘導体を与える。デンドリマーなどの合成に使われる。
また、アデノシン受容体の実験的な合成において、リガンドとして使用される。
スワーン酸化においては、塩化オキサリルの代替として使用することができる。
水中では加水分解し、イソシアヌル酸を生じる